# پرویز وکیلی
پرویز وکیلی (۲۷ مهر ۱۳۱۱ در تهران - ۱۳۶۳ پاریس) شاعر و ترانه‌سرای ایرانی بود.

## زندگی‌نامه
پرویز وکیلی از بنیان‌گذاران تصنیف‌های قصه‌ای بود و تمام داستان‌هایی که در اشعارش می‌گفت از این قصه‌ها بود. تحصیلات او دیپلم ادبیات فارسی بود و پس از تکمیل تحصیلش به استخدام بانک ملی ایران درآمد، او پس از ارائه چند کار به رادیو توسط رئیس وقت رادیو هدایت الله نیرسینا مورد توجه قرار گرفت و به استخدام رادیو ایران درآمد.

## آثار
پرویز وکیلی برای هنرمندانی چون ویگن، محمد نوری، منوچهر سخایی، عارف، مهرپویا، روانبخش، آرتوش، گروه اعجوبه‌ها، الهه، ایرج، فرامرز پارسی، پروین، پوران، پونه، رامش، امیر رسایی، دلکش، ضیاء، عهدیه، گوگوش، مرضیه، مهستی و هایده ترانه سروده‌است.
| خواننده        | نام ترانه                              | ترانه‌سرا    | آهنگساز                                   | تنظیم کننده     | اجرا                            | انتشار                     |
| -------------- | -------------------------------------- | ----------- | ----------------------------------------- | --------------- | ------------------------------- | -------------------------- |
| ویگن           | دل دیوانه                              | پرویز وکیلی | ویگن                                      | عطاالله خرم     |                                 |                            |
| ویگن           | دل دیوانه                              | پرویز وکیلی | ویگن                                      | ناصر چشم‌آذر     |                                 | ۱۳۵۹                       |
| ویگن           | جلوه قمر                               | پرویز وکیلی | ضیاء مختاری                               |                 | ارکستر                          | ۱۳۷۵                       |
| ویگن           | شکوفه‌ها                                | پرویز وکیلی | عطاالله خرم                               |                 | ارکستر                          | ۱۳۴۰                       |
| ویگن           | ساقی                                   | پرویز وکیلی | عطاالله خرم                               |                 | ارکستر گلها                     | ۱۳۳۷                       |
| ویگن           | مادر                                   | پرویز وکیلی | عطاالله خرم                               |                 |                                 | ۱۳۳۷                       |
| ویگن           | لیلی منال                              | پرویز وکیلی | پرویز وکیلی                               |                 |                                 |                            |
| ویگن           | گمشده                                  | پرویز وکیلی | پرویز مقصدی                               |                 |                                 |                            |
| ویگن           | زن زیبا                                | پرویز وکیلی | سورن                                      |                 |                                 |                            |
| ویگن           | گل وحشی (شوق دوست)                     | پرویز وکیلی | ضیاء مختاری                               |                 |                                 |                            |
| ویگن           | مرگ معشوق                              | پرویزوکیلی  | اسپانیولی                                 |                 |                                 |                            |
| ویگن           | غریق                                   | پرویز وکیلی | خارجی                                     |                 |                                 |                            |
| ویگن           | داستان یک عشق                          | پرویز وکیلی | کارلوس التا آلماران(Carlos Eleta Almarán) | آلوارو سپاستیان |                                 |                            |
| ویگن           | دختر دریا                              | پرویز وکیلی | عطاالله خرم                               |                 |                                 |                            |
| ویگن           | مثال تور ماهیها (ترانه فیلم:عروس دریا) | پرویز وکیلی | پرویز مقصدی                               | پرویز مقصدی     |                                 | ۱۳۴۴                       |
| ویگن           | دریای بی آرام                          | پرویز وکیلی | پرویز مقصدی                               | پرویز مقصدی     |                                 | ۱۳۴۵                       |
| ویگن           | خواب ناز                               | پرویز وکیلی | عطاالله خرم                               | عطاالله خرم     |                                 | ۱۳۳۶                       |
| ویگن           | دو کبوتر                               | پرویز وکیلی | عطاالله خرم                               | آندرانیک        |                                 |                            |
| ویگن           | پریا                                   | پرویز وکیلی | عطاالله خرم                               |                 |                                 |                            |
| ویگن           | چکنم                                   | پرویز وکیلی | ویگن                                      |                 |                                 |                            |
| ویگن           | آسمان آبی                              | پرویز وکیلی | فِرد بوسکالیونه(ایتالیایی)                 | آلوارو سپاستیان |                                 | ۱۳۳۹                       |
| ویگن           | یاد                                    | پرویز وکیلی | سورن                                      |                 |                                 |                            |
| ویگن           | مرد سرگردان                            | پرویز وکیلی | پرویز مقصدی                               | منوچهر چشم‌آذر   |                                 | آلبوم سلطان عشق (شرکت نوا) |
| آرتوش          | نفرین (سنگ قبر آرزو)                   | پرویز وکیلی | پرویز مقصدی                               | پرویز مقصدی     | تیتراژ آخر سریال لحظه گرگ و میش | ۱۳۴۲                       |
| آرتوش          | غمگین                                  | پرویز وکیلی | پرویز مقصدی                               | پرویز مقصدی     |                                 | ۱۳۴۲                       |
| آرتوش          | بیهوده عشق                             | پرویز وکیلی | پرویز مقصدی                               |                 |                                 |                            |
| آرتوش          | قصه دریا                               | پرویز وکیلی | پرویز مقصدی                               |                 |                                 |                            |
| آرتوش          | پرستش                                  | پرویز وکیلی | پرویز مقصدی                               |                 |                                 |                            |
| آرتوش          | بوسه بر لب‌های خونین                    | پرویز وکیلی | پرویز مقصدی                               |                 |                                 |                            |
| افشین مقدم     | ستاره                                  | پرویز وکیلی | عطاالله خرم                               |                 | ارکستر                          |                            |
| امین‌الله رشیدی | شکوفه                                  | پرویز وکیلی | امین‌الله رشیدی                            |                 | ارکستر                          |                            |
| ایرج           | بذار حرفمو بزنم                        | پرویز وکیلی | حسن لشگری                                 |                 |                                 |                            |
| ایرج           | به کس کسونت نمیدم                      | پرویز وکیلی |                                           |                 |                                 |                            |
| الهه           | لیلی منال                              | پرویز وکیلی | پرویز وکیلی                               | علی تجویدی      | ارکستر گلها                     |                            |
| الهه           | مثال تور ماهیها                        |             |                                           |                 | ارکستر                          |                            |
| گوگوش          | آدما (منو دیگه نمیخوای)                | پرویز وکیلی | حسن لشکری                                 | واروژان         |                                 |                            |
| گوگوش و عارف   | آفتابی میشه، مهتابی میشه               | پرویز وکیلی | حسین واثقی                                |                 |                                 |                            |
| گوگوش          | از همه رنگ                             | پرویز وکیلی | حسین واثقی                                |                 |                                 | ۱۳۴۹                       |
| گوگوش          | ای خورشید                              | پرویز وکیلی | عطاالله خرم                               |                 |                                 |                            |
| گوگوش          | بگو چرا تنهام گذاشتی                   | پرویز وکیلی | حسین واثقی                                |                 |                                 |                            |
| گوگوش          | تشنه                                   | پرویز وکیلی | سلیمان اکبری                              |                 |                                 |                            |
| گوگوش          | خواب (دیشب خواب تو را دیدم)            | پرویز وکیلی | پرویز مقصدی                               |                 |                                 |                            |
| عارف           | بوی فریاد                              | پرویز وکیلی | خارجی                                     | واروژان         | ارکستر                          |                            |
| عارف           | دریاچه نور                             | پرویز وکیلی | پرویز مقصدی                               | پرویز مقصدی     |                                 |                            |
| عارف           | دود از کنده پا میشه                    | پرویز وکیلی | همایون خرم                                |                 |                                 |                            |
| عارف           | دیوانه بازار                           | پرویز وکیلی | حسن لشکری                                 |                 |                                 |                            |
| عارف           | کوه‌های شمیرون (سر کوه بلند)            | پرویز وکیلی |                                           |                 |                                 |                            |
| عارف           | صدایم کن                               | پرویز وکیلی | ترکی                                      | محمد شمس        |                                 |                            |
| عارف           | قلب چوبی                               | پرویز وکیلی |                                           | واروژان         |                                 |                            |
| عارف           | کوچولو                                 | پرویز وکیلی | عبری                                      | واروژان         |                                 |                            |
| عارف           | ناز نگاه                               | پرویز وکیلی |                                           |                 |                                 |                            |
| منوچهر سخایی   | از تو دل کندن                          | پرویز وکیلی | جهانبخش پازوکی                            |                 |                                 |                            |
| منوچهر سخایی   | انقدر تورو دوست دارم                   | پرویز وکیلی | امیر آرام                                 | ناصر چشم آذر    |                                 |                            |
| منوچهر سخایی   | برف                                    | پرویز وکیلی | کامبیز مژدهی                              |                 |                                 |                            |
| منوچهر سخایی   | جزیره                                  | پرویز وکیلی | هوشنگ شهابی                               |                 |                                 |                            |
| منوچهر سخایی   | دزد دل                                 | پرویز وکیلی | جهانبخش پازوکی                            |                 |                                 |                            |
| منوچهر سخایی   | کالسکه زرین                            | پرویز وکیلی | کامبیز مژدهی                              |                 |                                 |                            |
| منوچهر سخایی   | نامزدی                                 | پرویز وکیلی | کامبیز مژدهی                              |                 |                                 |                            |
| فرامرز پارسی   | دخترغم                                 | پرویز وکیلی | فرامرز پارسی                              |                 |                                 |                            |
| فرامرز پارسی   | مادر                                   | پرویز وکیلی | فرامرز پارسی                              |                 |                                 |                            |
| فرامرز پارسی   | معما                                   | پرویز وکیلی | فرامرز پارسی                              |                 |                                 |                            |
| پوران          | چارقد گل گلی                           | پرویز وکیلی | صمدی                                      |                 |                                 |                            |
| رامش           | آواره جهان                             | پرویز وکیلی | پرویز مقصدی                               | پرویز مقصدی     |                                 |                            |
| رامش           | پیشواز                                 | پرویز وکیلی |                                           |                 |                                 |                            |
| رامش           | قسمت                                   | پرویز وکیلی | بابک افشار                                |                 |                                 |                            |
| رامش           | شیون                                   | پرویز وکیلی | بابک افشار                                |                 |                                 |                            |
| رامش           | زیارت                                  | پرویز وکیلی | بابک افشار                                | منوچهر چشم‌آذر   |                                 |                            |
| رامش           | زیر چراغ آسمون                         | پرویز وکیلی | پرویز مقصدی                               |                 |                                 |                            |
| رامش           | وصیت                                   | پرویز وکیلی | بابک افشار                                | منوچهر چشم‌آذر   |                                 |                            |
| محمد اصفهانی   | نژاد کویر                              | پرویز وکیلی | ناصر چشم آذر                              | ناصر چشم آذر    |                                 |                            |
| محمد نوری      | تدریج                                  | پرویز وکیلی |                                           |                 |                                 |                            |
| مهرپویا        | پرستاری                                | پرویز وکیلی | کامبیز مژدهی                              |                 |                                 | ۱۳۳۷                       |
| مهرپویا        | ساز من                                 | پرویز وکیلی |                                           |                 |                                 | ۱۳۵۵                       |
| مهرپویا        | صداکن مرا                              | پرویز وکیلی |                                           |                 |                                 | ۱۳۵۲                       |
| مهرپویا        | قایقران                                | پرویز وکیلی | عباس مهرپویا                              |                 |                                 | ۱۳۵۵                       |
| مهرپویا        | قبیله لیلی                             | پرویز وکیلی | عباس مهرپویا                              |                 |                                 | ۱۳۵۵                       |
| مهرپویا        | مروارید شوم                            | پرویز وکیلی | آلوارو سباستیان                           | آلوارو سباستیان |                                 | -                          |
| مهستی          | ساقی ببین                              | پرویز وکیلی | همایون خرم                                |                 | ارکستر گلها                     |                            |
| هایده          | گر نمی‌دانی بدان                        | پرویز وکیلی | علی تجویدی                                | علی تجویدی      | ارکستر گلها                     |                            |
| هایده          | نمی‌دانم نمی‌خواهم بدانم                 | پرویز وکیلی | علی تجویدی                                | علی تجویدی      | ارکستر گلها                     |                            |
| هوشمند عقیلی‌   | نفرین                                  | پرویز وکیلی | پرویز مقصدی                               |                 |                                 |                            |
| یاسمین         | در کوی دوست                            | پرویز وکیلی | حسن یوسف زمانی                            | کسروی           | ارکستر                          |                            |

## در گذشت
پرویز وکیلی سال ۱۳۶۳ در پاریس درگذشت.